# Eduard Wex
Georg Karl Eduard Wex (ur. 14 lipca 1827 w Beverungen, zm. 14 lutego 1902) – niemiecki inżynier budowlany i manager kolejowy.
Georg Karl Eduard Wex był synem Georga Heinricha Wexa i Filipiny Wilhelminy Zofii Wex z domu Müller. Od 1851 pracował jako kierownik budowy, a od 1856 jako budowniczy. Po kilku latach pracy w Kolei Saarbrücken (Saarbrücker Eisenbahn), Pruskiej Kolei Wschodniej (Preußischen Ostbahn) i Hanowerskiej Kolei Państwowej (Hannoverschen Staatsbahn), w 1869 został członkiem zarządu kolei w Kassel, a wkrótce potem w Hanowerze. W latach 1867–1877 był zatrudniony jako współpracownik Ernsta Dircksena przy budowie Berlińskiej Kolei Obwodowej/Pierścieniowej (Berlin Ringbahn). W 1870 otrzymał tytuł radcy rządowego i budowlanego. W 1874 został prezesem Królewskiej Dyrekcji Kolei Wschodniej (Königlichen Eisenbahndirektion der Ostbahn). Od 1881 do 1893 Wex był prezesem Dyrekcji Kolei Berlińskich (Eisenbahndirektion Berlin), od 1890 z tytułem tajnego radcy budowlanego. Odszedł na emeryturę w 1893.
W 1911 na jego cześć nazwano ulicę w Berlinie, Wex Str., równoległą do Ringbahn.